# Моду Талль
Моду Талль (27 червня 1953) — сенегальський баскетболіст.
Учасник Олімпійських Ігор 1980 року.